# Margareta Garpe
Eva Margareta Garpe, född Nilsson den 28 februari 1944 i Stockholm, är en svensk dramatiker och regissör.

## Biografi

### Uppväxt och tidig karriär
Garpe föddes som barn till konstruktören Ivar Nilsson och hans maka Sigrid, född Söderström. Hon är uppvuxen i Stockholms södra förorter och läste på Brännkyrka gymnasium.
Efter studier i litteraturhistoria och religionshistoria vid Stockholms universitet till 1967 och examen vid Journalisthögskolan 1969 arbetade Margareta Garpe på tidningen Aftonbladet 1968–1972. Därefter anslöt hon till Folket i Bild/Kulturfront, där hon var redaktör 1975–1976. Ett tag bodde hon i Berlin, och hon drabbades av tuberkulos. Detta ledde till sjukskrivning, tjänstledighet och en övergång till att skriva dramatik.

### 1970-talet, med Osten
Garpe var aktiv i det feministiska nätverket Grupp 8 och spelade en viktig roll i det tidiga 1970-talets socialt kritiska och kvinnoengagerade dramatik i Sverige. Tillsammans med Suzanne Osten skrev och skapade Garpe en rad teaterpjäser som fick stor uppmärksamhet, där de utforskade genuspraktiken i samhället och bidrog till utvecklandet av den feministiska ideologin och praktiken. De gick även i dialog med internationella feminister som Juliet Mitchell, Germaine Greer och Suzanne Brøgger. Duons pjäser inkluderar Tjejsnack (1971), som var riktad till tonårstjejer. Några sånger från denna, som till exempel den feministiska kampsången "Vi måste höja våra röster", finns med på skivan Sånger om kvinnor som utgavs samma år.
Senare skrev Garpe och Osten pjäserna Kärleksföreställningen (1973), Jösses flickor (1974) och Fabriksflickorna (1980). I alla dessa pjäser fanns en tydlig koppling till feministiska Grupp 8.

### Senare karriär, andra aktiviteter
Som regissör har Garpe även arbetat på Stockholms stadsteater och Dramaten i Stockholm. Under 1980- och 1990-talet presenterades pjäser som Barnet, Prövningen, Julia och Alla dessa dagar, alla dessa nätter. Flera av hennes pjäser har med framgång spelats utomlands och ett par pjäser har filmatiserats för Sveriges Television.
Margareta Garpes pjäser kretsar kring frågeställningar om relationer, livsval, frigörelse och frihetens pris. Till Julia behandlar ett mor-dotterförhållande, Limbo missbruk, Älskar dig också kärnfamiljen och pjäsen Hjärtats dubbla slag Folkhemmets 1950-tal.
Garpe har haft styrelseuppdrag i bland annat Sveriges Radio och Svenska Filminstitutet och varit ordförande i Svenska Dramatikerförbundet. Hon tilldelades De Nios Vinterpris 1997 och i januari 2007 förlänades hon den kungliga medaljen Litteris et Artibus.

## Privatliv
Margareta Garpe var först gift med tandläkaren Anders Garpe, som hon runt 1969 skilde sig ifrån. Hon är numera gift med filmaren Rainer Hartleb. Hon har döttrarna regissören Johanna Garpe, prästen i Svenska kyrkan Sara Garpe och regissören Molly Hartleb.
I delar av livet har Garpe varit drabbad av ett blandmissbruk av olika preparat, något som hon kommit ifrån via vistelser på behandlingshem. Hon säger sig alltid ha varit antikommunist.

## Verk och produktioner (urval)

### Pjäser
- 1973 – Kärleksföreställningen, tillsammans med Suzanne Osten[2]
- 1974 – Jösses flickor, tillsammans med Suzanne Osten[2]
- 1974 – Margaretas döttrar[2]
- 1977 – Häxorna, bränn dem!
- 1979 – Barnet[2]
- 1981 – Kameliadamens kärlek och död[2]
- 1987 – Till Julia[2]
- 1992 – Alla dagar, alla nätter
- 1997 – Hannas midsommar
- 2003 – Limbo
- 2006 – Älskar dej också
- 2013 – Hjärtats dubbla slag
- 2014 – Alla dagar, alla nätter[2]

### Filmer
- 1974 – Moa, Östen och Stella, manus med Suzanne Osten[7]
- 1981 – Sally och friheten, manus (regi Gunnel Lindblom[8])
- 1985 – Prövningen (TV-film), manus & regi
- 1988 – Jorden vi ärvde (dokumentär)[7]
- 1988 – Lena Cronqvist, regi[9]
- 1989 – Gengångare (TV-film), manus & regi[7]
- 1991 – Till Julia (TV-film), manus & regi[7]
- 1993 – Hedda Gabler (TV-film), regi[7]
- 1996 – Alla dagar, alla nätter, manus & regi[7]
- 1996 – 15 avsnitt i TV-serien Skilda världar[10]
- 2001 – Lillemor, makten och rädslan (dokumentär)

## Priser och utmärkelser
- 1997 – De Nios Vinterpris[3]
- 1998 – Expressens TV-hederspris[7]
- 2007 – Litteris et Artibus[3]
- 2007 – Moa-priset